# Всероссийский научно-исследовательский институт радиотехники
«АО Всероссийский научно-исследовательский институт радиотехники» (ВНИИРТ) — российский научно-исследовательский институт, оборонное научно-исследовательское предприятие.

## История

### 1921—1938
27 октября 1908 года Государственная дума Российской империи рекомендовала постройку Научно-технической лаборатории Военного ведомства. К началу Первой мировой войны уже функционировала Центральная научно-техническая лаборатория Военного ведомства, преобразованная в 1920 году в Государственный научно-технический Институт, на базе которого в 1921 году было создано Особое техническое бюро («Остехбюро») — предшественник ОАО «ВНИИРТ».
13 ноября 1920 года председатель Совнаркома В. И. Ленин сделал запрос в отдел изобретений научно-технического отдела ВСНХ РСФСР о состоянии внедрения поступивших в него изобретений. В ответ на запрос было сообщено в том числе и о радиоуправляемой мине В. И. Бекаури. 13 июля 1921 года Совет Труда и Обороны заслушал доклад В. И. Бекаури и спустя 5 дней его председатель А. И. Рыков подписал Постановление № 321/276 об организации технического бюро по главе с В. И. Бекаури для выполнения работ «по новому военному изобретению», а 9 августа 1921 года В. И. Бекаури получил мандат № 10197 на создание технического бюро и отдельной мастерской.
С 1921 по 1929 год в состав Остехбюро входили три основных научно-технических отдела, которые занимались разработкой морского, самолётного и радиотелемеханического вооружения для армии и флота. Отдел военно-морского вооружения совершенствовал и создавал новые образцы минно-торпедного и трального вооружения. Отдел самолётного вооружения разрабатывал новейшие типы мощных авиабомб, самолётные оптические прицелы, электробомбосбрасыватели, средства для воздушной транспортировки тяжёлого наземного оружия (артиллерии, танков, радиостанций). Отдел радиотелемеханического вооружения разрабатывал различные средства управления боевыми объектами на расстоянии до нескольких тысяч километров, специальные средства радиосвязи для армии и флота. В 1930 году в структуре Остехбюро появились новые отделы. Отделы занимались разработкой механизмов, приспособлений и приборов управления кораблями, торпедостроением, минным и авиационным вооружением, радиосвязью и телемеханикой.
10 марта 1936 года за успешное выполнение ряда крупных работ по вооружению Красной армии новыми образцами боевой техники 68 сотрудников Остехбюро были награждены орденами, из них: двое — орденами Ленина, семеро — орденом Трудового Красного Знамени, двенадцать — орденом Красной Звезды и сорок семь — орденом «Знаком Почёта».
В 1937 году на базе московского отделения Остехбюро был создан научно—исследовательский институт № 20 (НИИ—20).

### 1939—1946
5 сентября 1939 года Институт получает статус Центрального института авиационной телемеханики, автоматики и связи Наркомата авиационной промышленности. Новым направлением в тематике стало радиолокационное вооружение.
2 апреля 1939 года Постановлением Комитета Обороны при СНК СССР НИИ—20 было поручено разработать и изготовить два опытных образца радиодальномера дальней разведки «Редут—40» — первой отечественной РЛС контроля воздушного пространства. 26 июля 1940 года приказом наркома обороны установка «Редут—40» была принята на вооружение частей службы воздушного наблюдения, оповещения и связи под названием РУС-2 (радиоулавливатель самолётов). Разработка и испытания первых двух образцов проводились под руководством А. Б. Слепушкина. К 10 июня 1941 года Наркомату обороны было сдано 10 комплектов РУС—2. Радиолокационная станция РУС-2 позволила заблаговременно обнаруживать налёты немецкой авиации и приводить в повышенную готовность зенитную артиллерию: в Московской зоне ПВО станция была размещена недалеко от Можайска и приняла участие в отражении первого массового воздушного налёта немецкой авиации на Москву в ночь на 22 июля 1941 года; действия РЛС помогли уменьшить потери от массированных авианалётов на Ленинград. К концу 1941 года были приняты на вооружение стационарные варианты станций под шифром «РУС—2с» («Пегматит—2»). 10 комплектов опытных образцов и 50 комплектов серийных РЛС НИИ—20 изготовил в 1942 году будучи в эвакуации в Барнауле, причём с 13-го комплекта станция выпускалась модернизированной (одноантенной) (главные конструкторы А. Б. Слепушкина и М. С. Рязанский). Это был трудовой подвиг коллектива института. За разработку «РУС-2с» ряду участников в 1943 году была присуждена Государственная премия.
В апреле 1940 года НИИ—20 получило задание на разработку корабельного варианта станции РУС—2. Изготовленная в единственном экземпляре «Редут-К» была установлена в 1941 году на крейсер «Молотов» и участвовала в боевых действиях в районе Севастополя, а затем в районах Туапсе и Поти. В это же время НИИ—20 получил задание на разработку буквопечатающей связи. Спроектированная радиолиния получила название «Алмаз». Она серийно выпускалась самим институтом. В 1942 году НИИ—20 разработал реактивную торпеду «АГАТ», действовавшую по принципу Сегнерова колеса.
Важной вехой в разработках НИИ—20 в эвакуации явилось создание станции обнаружения полётов противника и наведения на них истребительной авиации П—3 и первого отечественного самолётного радиолокатора «Гнейс-2» (главный конструктор — В. В. Тихомиров). БРЛС «Гнейс-2» обнаруживал самолёты на дальностях 4—5 км не только впереди самолёта, но и справа, и слева от него, что значительно повысило боевые возможности авиации. Станция устанавливалась на транспортных самолётах Ли-2, бомбардировщиках Пе-2, Пе-3 и истребителях. Первое боевое применение такие самолёты получили в конце 1942 года под Москвой, а затем под Ленинградом. В июле 1943 года «Гнейс-2» была принята на вооружение.
За годы войны Институтом и заводами было изготовлено и отправлено на фронт более 700 радиолокационных станций. Во время войны НИИ—20 разработал, изготовил и поставил на фронт и в партизанские отряды 575 комплектов легко переносимой компактной радиостанции «Вогезит». 21 января 1944 года Указом Президиума Верховного Совета СССР НИИ—20 Наркомэлектропрома награждён орденом Трудового Красного Знамени — за выполнение специального задания Правительства, успешную разработку образцов новой техники, их освоение и выпуск. В начале войны И. Х. Невяжский разработал радиотехническую аппаратуру «Окно», предназначенную для активного вмешательства в радиопередачи противника.
В 1946 году на НИИ—20, уже вернувшемуся в Москву, было возложено выполнение двух крупнейших опытно—конструкторских работ — разработка стационарной РЛС «Обсерватория» (П—50), предназначенной для дальнего обнаружения самолётов противника и наведения истребителей в системе противовоздушной обороны объектов государственного значения, и разработка подвижной РЛС «Перископ» (П—20), предназначенной для обнаружения самолётов противника и наведения на них истребительной авиации, причём предъявленные весьма жёсткие по тому времени тактико—эксплуатационные условия требовали применения более коротких волн, сантиметрового и дециметрового диапазонов.

### 1947—1970
В период с 1947 по 1970 годы, институтом создаются новые отечественные образцы РЛС сантиметрового и дециметрового диапазона радиоволн, когерентные РЛС для обнаружения целей на фоне отражений от земной (или водной) поверхности, радиолокационные высотомеры, головки самонаведения, наземные радиолокационные запросчики для определения государственной принадлежности целей, радиотрансляционные линии.
В этот период распоряжением Совета министров СССР 13 марта 1954 года НИИ-20 был переименован в Государственный Союзный Ордена Трудового Красного Знамени научно-исследовательский институт (НИИ-244) Министерства радиотехнической промышленности СССР. 24 марта 1966 года Постановлением Совета министров СССР НИИ-244 присваивается открытое наименование «Яузский Радиотехнический институт» (ЯРТИ).
В 1950 году под руководством Ф. П. Липсмана были проведены теоретическая работа «Малахит» и экспериментальная работа «Аквамарин». На основе этих работ НИИ-20 создал для Минобороны шестиканальную радиорелейную линию со станциями типа «Рубин» (Р-400) с импульсно-фазовой модуляцией. Эта станция выпускалась серийно и состояла на вооружении Советской Армии. Её разработчики были удостоены в 1950 году Государственной премии СССР.
В 1950 году РЛС «Перископ» успешно прошла все испытания и сразу же была запущена в серийное производство под шифром П-20. Эта станция выпускалась большой серией.
В конце этого же года прошёл государственные испытания и опытный образец РЛС «Обсерватория». Однако эта станция изготавливалась в сравнительно небольших количествах — под шифром П-50.
В этот период под руководством академика Ю. Б. Кобзарева в РЛС обнаружения низколетящих целей впервые в СССР была внедрена система обнаружения целей на фоне интенсивных отражений от земной поверхности («Тропа» (П-15), «Дунай» (П-19). Мобильная РЛС «Тропа» благодаря использованию некогерентного накопления импульсов позволяла обнаруживать низколетящие цели на высотах от 100 м. Это была самая массовая станция в СССР.

### 1971—1992
В 1970 году институт приступил к разработке мобильной трёхкоординатной многофункциональной РЛС СТ-68. В ней впервые была реализована цифровая когерентная обработка сигналов.
25 сентября 1971 года Приказом Министра радиопромышленности ЯРТИ переименовывается во Всесоюзный научно-исследовательский институт радиотехники (ВНИИРТ).
В эти годы были разработаны РЛС «Машук», комплекс пассивной локации «База», создан ряд мобильных автоматизированных блочно-модульных унифицированных РЛС межвидового применения: «Гамма-Д» — мобильная первая полностью твердотельная высокопотенциальная РЛС дециметрового диапазона волн с активной фазированной антенной решёткой; «Каста-2-1» — твердотельная РЛС обнаружения низколетящих целей с цифровой обработкой информации; «Каста-2-2» — автоматизированная подвижная РЛС обнаружения низколетящих целей в блочно-модульном исполнении; эффективные средства защиты РЛС от высокоточного оружия «Газетчик-Е».
25 февраля 1992 года институт переименовывается во Всероссийский НИИ радиотехники (ВНИИРТ).

### с 1993
Несмотря на экономические трудности, в 1993 году была принята на вооружение РЛС «Гамма—ДЕ», в которой впервые применена система распознавания классов целей.
На первом советском сигнальном процессоре серии 1867 в реальном масштабе времени была реализована, в программируемой РЛС для управления дорожным движением «Фодоком-2С», доплеровская фильтрация по алгоритму 256—точечного быстрого преобразования Фурье с весовой функцией Хемминга для минимизации уровня боковых лепестков в частотной области.
Создана РЛС для ЗРК «Панцирь-С1», в которой используется программируемый модуль цифровой обработки сигналов на нескольких сигнальных процессорах.

## Санкции
23 февраля 2024 года институт был внесён в санкционный список стран Евросоюза как «российское военно-промышленное государственное предприятие, разрабатывающее радиолокационные системы, состоящие на вооружении Вооружённых Сил РФ». Также под европейские санкции попал директор института Владимир Зайцев так как он «получает выгоду от Правительства РФ, которое несёт ответственность за аннексию Крыма и дестабилизацию ситуации в Украине».
По аналогичному основанию институт находится под санкциями США, Канады, Украины, Швейцарии и Новой Зеландии.

## Руководство и ведущие специалисты
Директора
- Кузьма Лаврентьевич Куракин (1904—не ранее 1996) — директор с 1944 по 1950 годы.
- А. П. Земнорей — директор с 1950 по 1964 годы.
- Павел Михайлович Чудаков (1921—1985) — директор с 1964 по 1980 годы.
- Владимир Егорович Зайцев[10] — генеральный директор с  30 мая 2011 года по н.в.

Ведущие специалисты
- Николай Иванович Белов (1912—1982) — работал на различных научных и руководящих должностях с 1938 по 1946 год. За свою работу в институте был дважды удостоен Сталинской премии (1943, 1946).
- Юрий Борисович Кобзарев (1905—1992) — работал на различных научных и руководящих должностях с 1949 по 1968 год. За свою работу в институте был награждён двумя орденами Ленина (1952, 1965).